# Анатолиј Фоменко
Анатолиј Тимофејевич Фоменко (рус. Анато́лий Тимофе́евич Фоме́нко; Доњецк, 13. март 1945) је академик Руске Академије Наука, доктор физичко-математичких наука, професор са Московског универзитета. Добитник државни награде Руске Федерације 1996. године (на пољу математике). Бави се геометријом и топологијом, један од најплоднијих руских математичара данашњице.
Анатолиј Фоменко познат је по радикалним ревизионистичким ставовима о историји описаним у књизи Нова хронологија.

## Дјела
- A. T. Фоменко. Статистичка хронологија. Математички поглед на историју. У ком смо веку? (превели Александар Липковски и Драган Благојевић) Београд, 1997, 449 стр., ћирилица.  978-86-80593-22-7.